# Unbelievable (singel Craiga Davida)
"Unbelievable" jest trzecim singlem brytyjskiego artysty R&B Craiga Davida z jego trzeciego albumu o nazwie The Story Goes.... Ów utwór z trzeciego albumu był omawiany dwukrotnie, czy ma zostać wydany na singlu. Jednak z dwóch ulubionych przez fanów kawałków, czyli "Hypnotic" i "Johnny" to właśnie "Unbelievable" został ostatecznie wybrany. Stał się również jednym z hitów Craiga, który wówczas odniósł najmniejszy sukces zajmując w Wielkiej Brytanii dopiero #18 miejsce. Rozczarowujący wynik piosenki w Wielkiej Brytanii – gdzie pierwsze dwa single ("All The Way" i "Don’t Love You No More (I’m Sorry)") znalazły się w Top 5 – zadecydował o tym, że "Unbelievable" będzie ostatnim singlem z album The Story Goes .... W późniejszym czasie utwór został nieco zremiksowany.

## Teledysk
Teledysk utworu "Unbelievable" pojawił się 18 października 2009 roku w serwisie YouTube. Trwał on 3:30 minut. Wideo ukazuje Davida po nocy spędzonej z dziewczyną oraz przechadzającego się po mieście – poszczególne sceny są przeplatane ze sobą. Teledysk do utworu wyreżyserował Robert Hales.

## Formaty i listy utworów
UK CD 1:
| Nr | Tytuł utworu                                                         | Długość |
| -- | -------------------------------------------------------------------- | ------- |
| 1. | „Unbelievable” (wersja radiowa)                                      | 3:18    |
| 2. | „Rise & Fall” (wersja akustyczna na żywo z Seulu – październik 2005) | 4:49    |
|    |                                                                      | 8:07    |

UK CD 2, Europe CD (Enhanced):
| Nr | Tytuł utworu                            | Długość |
| -- | --------------------------------------- | ------- |
| 1. | „Unbelievable” (wersja radiowa)         | 3:18    |
| 2. | „Unbelievable” (Metro Mix – Radio Edit) | 3:49    |
| 3. | „Unbelievable” (Dcypha Remix)           | 3:24    |
| 4. | „Unbelievable” (teledysk)               | 3:30    |
|    |                                         | 14:01   |

UK CD 3 (Promo):
| Nr | Tytuł utworu   | Długość |
| -- | -------------- | ------- |
| 1. | „Unbelievable” | 3:18    |

iTunes 1:
| Nr | Tytuł utworu                    | Długość |
| -- | ------------------------------- | ------- |
| 1. | „Unbelievable” (wersja radiowa) | 3:22    |
| 2. | „Rise & Fall” (na żywo)         | 4:49    |
|    |                                 | 8:11    |

iTunes 2:
| Nr | Tytuł utworu                            | Długość |
| -- | --------------------------------------- | ------- |
| 1. | „Unbelievable” (wersja radiowa)         | 3:21    |
| 2. | „Unbelievable” (Metro Mix – Radio Edit) | 3:49    |
| 3. | „Unbelievable” (Dcypha Remix)           | 3:22    |
|    |                                         | 10:32   |

## Pozycje na listach
"Unbelievable" był przebojem, który zajął #18 miejsce na UK Singles Chart i utrzymał się pięć tygodni na UK Top 75. Został również drugim singlem Craiga z najniższym notowaniem na liście przebojów, dotychczas tylko "You Don’t Miss Your Water" miał niższą pozycję.
| Lista                    | Najlepsza pozycja |
| ------------------------ | ----------------- |
| RPA 5 FM Top 40          | 8                 |
| Australian Singles Chart | 96                |
| Europe Singles Chart     | 93                |
| Irish Singles Chart      | 46                |
| UK Singles Chart         | 18                |